# Tillie the Toiler (film, 1941)
Pour les articles homonymes, voir Tillie the Toiler (homonymie).
Pour plus de détails, voir Fiche technique et Distribution.
Tillie the Toiler est un film américain réalisé par Sidney Salkow et sorti en 1941.
Le scénario est inspiré du comic strip Tillie the Toiler de Russ Westover.

## Fiche technique
- Réalisation : Sidney Salkow
- Scénario :  Karen DeWolf, Francis Martin
- Production :  Columbia Pictures Corporation
- Producteur : Robert Sparks
- Image : Henry Freulich, Philip Tannura
- Montage : Gene Milford
- Durée : 67 minutes
- Date de sortie : 
  - États-Unis : 7 août 1941

## Distribution
- Kay Harris : Tillie Tompkins
- William Tracy : Mac
- George Watts : Simpkins
- Daphne Pollard : Mumsy
- Vinton Hayworth : Wally Whipple
- Marjorie Reynolds : Bubbles
- Benny Bartlett : Glennie
- Stanley Brown : Ted Williams
- Ernest Truex : George Winkler
- Franklin Pangborn : Perry Tweedale
- Harry Tyler : Pop Tompkins
- Sylvia Field : l'enseignante
- Edward Gargan : le policier